# Campeonato Portugués de Rugby 2016-2017
La Divisão da Honra 2016/17 es la 58.ª edición de la competición. El torneo lo organiza la Federación Portuguesa de Rugby. 

## Equipos
| Equipo                            | Ciudad          | Estadio                            | Entrenador |
| --------------------------------- | --------------- | ---------------------------------- | ---------- |
| AA Coimbra                        | Coímbra         | ?                                  | ?          |
| AEIS Agronomia                    | Lisboa          | Centro de Alto Rendimento do Jamor | ?          |
| RC Montemor                       | Montemor-o-Novo | ?                                  | ?          |
| GDS Cascais                       | Cascais         | ?                                  | ?          |
| CDU Lisboa                        | Lisboa          | ?                                  | ?          |
| CDU Porto                         | Oporto          | ?                                  | ?          |
| CF Os Belenenses                  | Lisboa          | Estadio del Restelo                | ?          |
| Clube de Rugby do Técnico (AEIST) | Lisboa          | ?                                  | ?          |
| GD Direito                        | Lisboa          | ?                                  | ?          |
| Rugby Club da Lousã               | Lousã           | ?                                  | ?          |

## Clasificación
Actualizado a últimos partidos disputados el 13 de mayo de 2017
|  |     | Equipos                  |  | PJ | PG | PE | PP | GF  | GC  | Dif  | PBO | PBD | Pts |
|  | --- | ------------------------ |  | -- | -- | -- | -- | --- | --- | ---- | --- | --- | --- |
|  | 1.  | AEIS Agronomia           |  | 17 | 14 | 0  | 3  | 589 | 216 | +373 | 9   | 1   | 74  |
|  | 2.  | Grupo Desportivo Direito |  | 17 | 13 | 1  | 3  | 677 | 226 | +451 | 8   | 1   | 71  |
|  | 3.  | CDU Lisboa               |  | 18 | 12 | 0  | 6  | 488 | 225 | +263 | 6   | 4   | 62  |
|  | 4.  | AEIS Tecnico             |  | 17 | 10 | 0  | 7  | 430 | 337 | +93  | 6   | 2   | 56  |
|  | 5.  | GDS Cascais              |  | 17 | 10 | 0  | 7  | 514 | 252 | +262 | 5   | 4   | 55  |
|  | 6.  | CF Os Belenenses         |  | 17 | 10 | 1  | 6  | 421 | 320 | +101 | 4   | 1   | 55  |
|  | 7.  | AA Coimbra               |  | 18 | 8  | 1  | 9  | 387 | 425 | -38  | 3   | 2   | 43  |
|  | 8.  | CDUP                     |  | 17 | 5  | 1  | 11 | 287 | 533 | -246 | 2   | 0   | 32  |
|  | 9.  | RC Montemor              |  | 17 | 2  | 0  | 15 | 238 | 751 | -513 | 1   | 0   | 13  |
|  | 10. | RC Lousa                 |  | 17 | 0  | 0  | 17 | 150 | 896 | -746 | 0   | 0   | 8   |

Pts = Puntos totales; PJ = Partidos Jugados; G = Partidos Ganados; E = Partidos Empatados; P = Partidos Perdidos; PF = Puntos a favor; PC = Puntos en contra; Dif = Diferencia de puntos; PBO = Bonus ofensivos; PBD = Bonus defensivos
|  | Clasificados para el play off por el título |
|  | Promoción de descenso a 1ª División         |
|  | Descenso a 1ª División                      |
|  | Campeón 2016/17                             |

## Final
La final fue jugada entre el Centro Desportivo Universitário de Lisboa (CDUL) y la Associação de Estudantes do Instituto Superior de Agronomia (Agronomia - Râguebi). El partido se jugó el 13 de mayo de 2017 en el Centro de Alto Rendimento do Jamor, instalación del Centro Deportivo Nacional de Jamor, que el Agronomía utiliza como estadio propio, quedando como ganador el CDUL por 21 a 25.